# 합금 목록
다음은 저명한 합금 목록이다.

## 금속별 합금

### 알루미늄
- AA-8000[1]
- Al–Li (2.45% 리튬)
- 알니코 (니켈, 코발트)
- 알루미늄-스칸듐 (스칸듐)
- 버마브라이트 (마그네슘, 망가니즈)
- 두랄루민 (구리)
- 히드미늄/R.R. 합금 (2% 구리, 철, 니켈)
- 히드로날륨 (최대 12% 마그네슘, 1% 망간)
- Italma (3.5% 마그네슘, 0.3% 망간)
- 마그날륨 (5-50% 마그네슘)
- Ni-Ti-Al (타이타늄 40%, 알루미늄 10%)
- Y 합금 (4% 구리, 니켈, 마그네슘)

### 베릴륨
- Lockalloy (62% 베릴륨, 38% 알루미늄)[2]

### 비스무트
- 비스마놀 (망가니즈)
- 세로세이프 (납, 주석, 카드뮴)
- 로즈 메탈 (납, 주석)
- 우드 합금 (납, 주석, 카드뮴)

### 크롬
- 수소화 크롬 (수소)
- 니크롬 (니켈)
- 페로크롬 (철)

### 코발트
- 메갈륨 (코발트, 크로뮴, 몰리브데넘)
- 스텔라이트 (크로뮴, 텅스텐, 탄소)
  - 탈로나이트 (텅스텐, 몰리브데넘, 탄소)
- Ultimet (크로뮴, 니켈, 철, 몰리브데넘, 텅스텐)[3]
- 바이탈륨 (코발트, 크로뮴, 몰리브데넘)

### 구리
- 비소구리 (비소)
- 베릴륨구리 (베릴륨)
- 빌론 (은)
- 황동 (아연)
  - 칼라민 황동 (아연)
  - 중국 은 (아연)
  - 네덜란드 금속 (아연)
  - 도금용 합금 (아연)
  - 먼츠 메탈 (아연)
  - 금색동 (아연)
  - 황동 (아연)
  - 톰백 (인조금, 아연)
- 청동 (주석, 알루미늄 또는 기타 원소)
  - 알루미늄 청동 (알루미늄)
  - 비소 청동 (Arsenical bronze, 비소, 주석)
  - 종청동 (주석)
  - 플로렌타인 브론즈 (알루미늄 또는 주석)
  - 글루씨듀어 (베릴륨, 철)
  - 구아닌 (금 은)
  - 포금 (주석, 아연)
  - 인청동 (주석, 인)
  - 오르몰루 (아연)
  - 청동 (주석, 비소, 규소)
  - 경청동 (주석)
- 콘스탄탄 (니켈)
- 수소화 구리 (수소)
- 구리 텅스텐 (텅스텐)
- 코린트 브론즈 (금, 은)
- 큐니페 (니켈, 철)
- 백동 (니켈)
- CuSil (은)
- 심벌 합금 (주석)
- 데바르다 합금 (알루미늄, 아연)
- 호박금 (금, 은)
- 헤파티즌 (금, 은)
- 망가닌 (망가니즈, 니켈)
- 멜키오르 (니켈)
- 몰리브도찰코스 (납)
- 양은 (니켈)
- 노르딕 골드 (알루미늄, 아연, 주석)
- 샤쿠도 (금)
- 툼바가 (금)

### 갈륨
- Al Ga (알루미늄, 갈륨)
- 갈페놀 (철)
- 갈린스탄 (인듐, 주석)

### 금
하기 내용주 참고
- 안타늄 (철, 구리)
- Colored gold (은, 구리)
- Crown gold (은, 구리)
- 호박금 (은, 금)
- 로다이트 (로듐)
- 로즈 골드 (구리)
- 툼바가 (구리)
- 화이트 골드 (니켈, 팔라듐)

### 인듐
- 필즈 메탈 (비스무트, 주석)

### 철
대부분의 철 합금은 강철이며, 탄소가 주 합금 원소이다.
- 엘린바 (니켈, 크로뮴)
- 페르니코 (니켈, 코발트)
- 합그금철
  - 페로보론
  - 페로세륨
  - 페로크롬
  - 페로마그네슘
  - 페로망간
  - 페로몰리브덴
  - 페로니켈
  - 페로포스퍼러스
  - 페로실리콘
  - 페로타이타늄
  - 우라늄철합금
  - 페로바나듐
- 인바 (니켈)
- 주철 (탄소)
- 선철 (탄소)
- 수소화 철 (수소)
- 칸탈 (20–30% 크로뮴, 4–7.5% 알루미늄)
- 코바아 (니켈, 코발트)
- 경철 (망가니즈, 탄소, 규소)
- 스타벨로이(스테인리스강) (망간, 크롬, 탄소)
- 강철 (탄소)
  - Bulat steel
  - 크로몰리 (크로뮴, 몰리브데넘)
  - 도가니강
  - 다마스쿠스 강
  - 듀콜
  - 고망간강
  - 고속도강
    - 무세트강

  - HSLA 강
  - 마레이징 강철
  - 레이놀즈 531
  - 규소강 (규소)
  - 스프링강
  - 스테인리스강 (크로뮴, 니켈)
    - AL-6XN
    - 합금 20
    - 셀레스트륨(Celestrium)
    - 마린 그레이드 스테인리스강
    - 마텐자이트계 스테인리스강
    - 합금 28 또는 Sanicro 28 (니켈, 크로뮴)
    - 서지컬 스테인리스강 (크로뮴, 몰리브데넘, 니켈)
    - 제론 100 (크로뮴, 니켈, 몰리브데넘)

  - 공구강 (텅스텐 또는 망가니즈)
    - 실버강 (미국: 드릴 로드) (망가니즈, 크로뮴, 규소)

  - 내후성강 ('Cor-ten') (규소, 망가니즈, 크로뮴, 구리, 바나듐, 니켈)
  - 우츠강
  - 양철(주석)

### 납
- 몰리브도찰코스 (구리)
- 땜납 (주석)
- 턴 메탈 (주석)
- 활자 합금 (주석, 안티모니)

### 마그네슘
- 일렉트론 합금
- 마그녹스 (0.8% 알루미늄, 0.004% 베릴륨)
- T-Mg–Al–Zn

### 수은
- 아말감
- Ashtadhatu

### 니켈
- 분류:니켈 합금
- 알니코 (알루미늄, 코발트)
- 알루멜 (망가니즈, 알루미늄, 규소)
- 브라이트레이 (20% 크로뮴, 철, 희토류 원소)
- 크로멜 (크로뮴)
- 백동 (청동, 구리)
- 페로니켈 (철)
- 양은 (구리, 아연)
- 하스텔로이 (몰리브데넘, 크로뮴, 가끔은 텅스텐)
- 인코넬 (크로뮴, 철)
- 인코넬 686 (크로뮴, 몰리브데넘, 텅스텐)
- 모넬 메탈 (구리, 철, 망가니즈)
- 니크롬 (크로뮴)
- 니텔 탄소 (탄소)
- 나이크로실 (크로뮴, 규소, 마그네슘)
- 니모닉 (크로뮴, 코발트, 타이타늄)
- 니실 (규소)
- Ni-Ti-Al (타이타늄 40%, 알루미늄 10%)
- 니티놀 (타이타늄, 형상 기억 합금)
- 연자성 합금
  - 뮤 메탈 (철)
  - 퍼멀로이 (철, 몰리브데넘)
  - 슈퍼멀로이 (몰리브데넘)
  - 황동 (구리, 아연, 망가니즈)
    - 수소화 니켈 (수소)
    - 스테인리스강 (크로뮴, 몰리브데넘, 탄소, 망가니즈, 황, 인, 규소)
    - 은화 (니켈)

### 플루토늄
- 플루토늄–알루미늄
- 플루토늄-세륨
- 플루토늄-세륨-코발트
- 플루토늄-갈륨 (갈륨)
- 플루토늄–갈륨-코발트
- 플루토늄-지르코늄

### 칼륨
- 나크 (나트륨)
- KLi (리튬)

### 희토류 원소
- 미슈메탈 (다양한 희토류 원소)
- 터페놀-D (터븀, 디스프로슘, 철)
- 페로세륨 (세륨, 철)

### 로듐
- 의사 팔라듐(pseudo palladium)

### 사마륨
- SmCo (코발트)

### 스칸듐
- 수소화 스칸듐 (수소)

### 은
- 아르젠티움 스털링 실버 (구리, 저마늄)
- 빌론
- 브리타니아 은 (구리)
- Doré bullion (금)
- 호박금 (금)
- 골로이드 (구리, 금)
- 플래티넘 스털링 (백금)
- 사분일 (구리)
- 스털링 실버 (구리)
- 티베트 은 (구리)

### 나트륨
- 나크 (칼륨)

### 타이타늄
- Ni-Ti-Al (타이타늄 40%, 알루미늄 10%)
- 6al–4v (알루미늄, 바나듐)
- 베타 C (바나듐, 크로뮴 등)
- 검 메탈 (나이오븀, 탄탈럼, 지르코늄, 산소)
- 수소화 타이타늄 (수소)
- 질화 타이타늄 (질소)
- 타이타늄 골드 (금)

### 주석류
- 배빗 (구리, 안티모니, 납)[4]
- 브리타늄 (구리, 안티모니)
- 퓨터 (안티모니, 구리)
- 퀸즈 메탈 (안티모니, 납, and 비스무트)
- 땜납 (납, 안티모니)
- 턴 메탈 (납)
- 화이트 메탈, (구리 또는 납)

### 우라늄
- 스타벨로이 (타이타늄이나 몰리브데넘과 같은 다른 금속과 결합된 감손 우라늄)
- 수소화 우라늄 (수소)

### 아연
- 자막/Zamac (알루미늄, 마그네슘, 구리)
- 전기 도금 아연

## 같이 보기
- 합금
- 반다이

## 내용주
1. ↑  
The purity of 금 alloys is expressed in karats, (UK: carats) which indicates the 비 (수학) of the minimum amount of gold (by 질량) over 24 parts total. 24 karat gold is fine gold (24/24 parts), and the engineering standard is that it be applied to alloys that have been refined to 99.9% or better purity ("3 nines fine"). There are, however, places in the world that allow the claim of 24kt. to alloys with as little as 99.0% gold ("2 nines fine" or "point nine-nine fine). An alloy which is 14 parts gold to 10 parts alloy is 14 karat gold, 18 parts gold to 6 parts alloy is 18 karat, etc. This is becoming more commonly and more precisely expressed as a decimal fraction, i.e.: 14/24 equals .585 (rounded off), and 18/24 is .750 ("seven-fifty fine").

There are hundreds of possible alloys and mixtures possible, but in general the addition of silver will color gold green, and the addition of copper will color it red. A mix of around 50/50 copper and silver gives the range of yellow gold alloys the public is accustomed to seeing in the marketplace.